# Ichinohe, Iwate
Ichinohe (一戸町 Ichinohe-machi) là thị trấn thuộc huyện Ninohe, tỉnh Iwate, Nhật Bản. Tính đến ngày 1 tháng 10 năm 2020, dân số ước tính thị trấn là 11.494 người và mật độ dân số là 38 người/km2. Tổng diện tích thị trấn là 300,03 km2.